# Bulotartessus cooloolensis
Bulotartessus cooloolensis är en insektsart som beskrevs av Evans 1981. Bulotartessus cooloolensis ingår i släktet Bulotartessus och familjen dvärgstritar. Inga underarter finns listade i Catalogue of Life.